# Pacifische scherpsnuithaai
De Pacifische scherpsnuithaai (Rhizoprionodon longurio) is een vis uit de familie van roofhaaien (Carcharhinidae), orde grondhaaien (Carcharhiniformes), die voorkomt in het oosten en het zuidoosten van de Grote Oceaan.

## Beschrijving
De Pacifische scherpsnuithaai kan een maximale lengte bereiken van 110 centimeter.

## Leefwijze
De Pacifische scherpsnuithaai is een zoutwatervis die voorkomt in subtropische wateren. De diepte waarop de soort voorkomt is hooguit 27 meter onder het wateroppervlak.
De soort is een roofvis; het voedingspatroon bestaat hoofdzakelijk uit dierlijk voedsel (macrofauna).

## Relatie tot de mens
De Pacifische scherpsnuithaai is voor de visserij van aanzienlijk commercieel belang. De soort staat als kwetsbaar op de Rode Lijst van de IUCN.